# Fernanda Auersperg
María Fernanda Auersperg Kosenkov (Montevideo, 7 de agosto de 1971) es Contadora Pública y política uruguaya. Pertenece al Partido Nacional (Uruguay) y, desde 2025, es Representante Nacional por el departamento de Montevideo. También ejerce como Senadora suplente en la Cámara Alta.

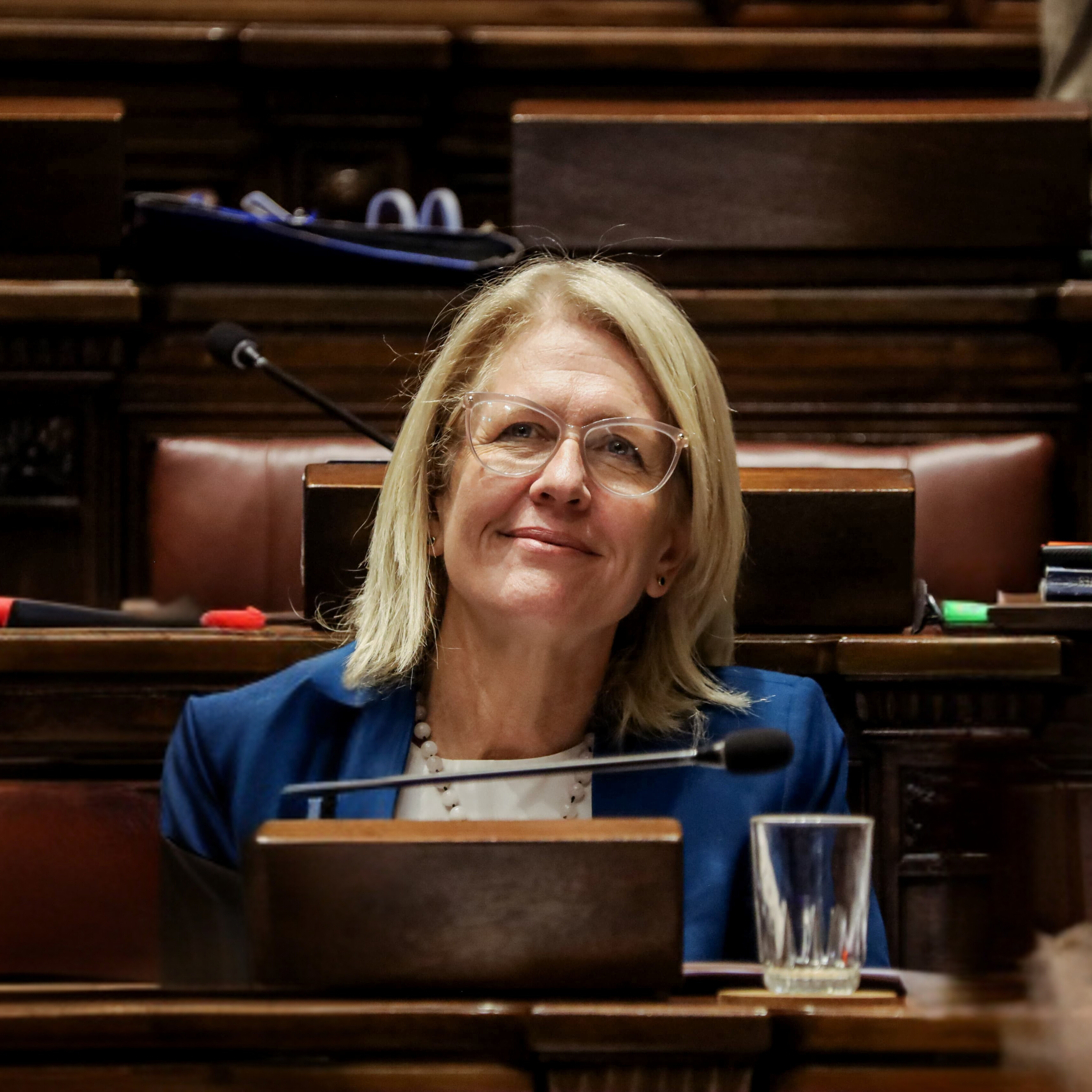
Fernanda Auersperg en el Parlamento en 2025

## Biografía
María Fernanda, nació en Montevideo y durante sus primeros años vivió en el departamento de Paysandú. Posteriormente, regresó a la capital, donde cursó sus estudios. En 1996 se graduó como Contadora Pública en la Facultad de Ciencias Económicas y de Administración de la Universidad de la República.
Está casada y es madre de tres hijos.

## Formación académica
Además de su título universitario de Contadora Pública, ha realizado estudios de formación directiva y social, entre ellos:
- Programa de Desarrollo Directivo, IEEM – Universidad de Montevideo (2001)
- Liderazgo de Proyectos de Impacto Social, Banco Interamericano de Desarrollo (2020)[3]

## Trayectoria profesional
Antes de su incursión en el ámbito político, desarrolló una extensa carrera en el sector financiero:
- Senior de auditoría en PricewaterhouseCoopers (1993–1997)
- Gerente en Banco Santander, en el área de seguros (1997–2003)
- Gerente general en Deutsche Bank (2004–2016)[3]

## Actividad social
Entre 2017 y 2020 participó como voluntaria en el equipo de coordinación de proyectos del Hogar de Cristo, una iniciativa impulsada por la Asociación Civil Padre Hurtado.

## Trayectoria política
En 2017 se incorporó al Partido Nacional (Uruguay) integrando el Espacio 40. En 2020 fue nombrada Directora Nacional de Protección Social en el Ministerio de Desarrollo Social, durante el gobierno de Luis Lacalle Pou, cargo que desempeñó hasta febrero de 2025.
Durante su gestión se desarrollaron diversos programas sociales y se impulsaron centros de atención, como el Centro de Referencia en Salud Mental Comunitaria inaugurado en 2024.
En las elecciones nacionales de 2024 resultó electa diputada por la lista 40 del Partido Nacional en el departamento de Montevideo para el período 2025–2030. Además, ejerce como Senadora suplente.

## Cargos desempeñados
- Diputada de la República (2025–2030) – Montevideo – Lista 40
- Senadora suplente (2025–2030)
- Directora Nacional de Protección Social – MIDES (2020–2025)